# Hasarius dactyloides
Hasarius dactyloides is een spinnensoort in de taxonomische indeling van de springspinnen (Salticidae).
Het dier behoort tot het geslacht Hasarius. De wetenschappelijke naam van de soort werd voor het eerst geldig gepubliceerd in 1993 door Xie, Peng & Joo-Pil Kim.